# Saint-Bernard (Québec)
Pour les articles homonymes, voir Saint-Bernard.
Saint-Bernard est une municipalité dans la municipalité régionale de comté de La Nouvelle-Beauce au Québec (Canada), située dans la région administrative de Chaudière-Appalaches.

## Toponymie
La municipalité est nommée en référence à Bernard-Claude Panet (1753-1833) coadjuteur de monseigneur Plessis au moment de l'érection de la paroisse.

## Histoire

### Chronologie
- 1er juillet 1845 : Érection de la municipalité de St. Bernard.
- 1er septembre 1847 : Fusion de plusieurs entités municipales dont St. Bernard pour l'érection du comté de Dorchester.
- 1er juillet 1855 : Division du comté de Dorchester en plusieurs entités municipales dont Saint Bernard.
- 1er janvier 1959 : Érection du village de Saint-Bernard par scission de la paroisse.
- 15 mars 1969 : La paroisse de Saint Bernard devient la paroisse de Saint-Bernard.
- 9 mai 1987 : La paroisse de Saint-Bernard fusionne avec le village de Saint-Bernard pour former la municipalité de Saint-Bernard.

## Géographie
Saint-Bernard est située à 35 km au sud de la ville de Québec dans la plaine du Saint-Laurent. La rivière Chaudière, qui prend sa source dans le lac Mégantic près de la frontière avec les États-Unis, délimite le sud-est de la municipalité. Cette rivière fut autrefois une rivière à drave, le bois était dirigé dans les moulins de la Rive-Sud de Québec.
La rivière des Îles Brûlées coule entièrement dans la municipalité du sud vers le nord et le Bras d'Henri traverse l'ouest dans la même direction.
La ville est traversée par la route panoramique provinciale 171 qui borde la rivière Chaudière entre les municipalités de Saint-Lambert-de-Lauzon et Scott.
La topographie du terrain est relativement plane.

## Démographie
| 1861  | 1871  | 1881  | 1891  | 1901  | 1911  | 1921  | 1931  |
| ----- | ----- | ----- | ----- | ----- | ----- | ----- | ----- |
| 1 792 | 1 820 | 1 731 | 1 582 | 1 436 | 1 505 | 1 482 | 1 514 |

| 1941  | 1951  | 1956  | 1961  | 1966  | 1971  | 1976  | 1981  |
| ----- | ----- | ----- | ----- | ----- | ----- | ----- | ----- |
| 1 470 | 1 591 | 1 636 | 1 678 | 1 726 | 1 688 | 1 800 | 1 929 |

| 1986  | 1991  | 1996  | 2001  | 2006  | 2011  | 2016  | 2021  |
| ----- | ----- | ----- | ----- | ----- | ----- | ----- | ----- |
| 1 977 | 2 014 | 2 023 | 2 028 | 1 920 | 2 021 | 2 321 | 2 535 |

## Administration
Les élections municipales se font en bloc pour le maire et les six conseillers.
| Saint-Bernard Maires depuis 2001                                                                                     |                  |         |          |
| Élection | Maire            | Qualité | Résultat |
| 2001 | Liboire Lefebvre |         | Voir     |
| 2005 | Liboire Lefebvre | Voir    |          |
| 2009 | Liboire Lefebvre | Voir    |          |
| 2013 | André Gagnon     |         | Voir     |
| 2017 | André Gagnon     | Voir    |          |
| 2021 | Francis Gagné    |         | Voir     |
| Élection partielle en italique Depuis 2005, les élections sont simultanées dans toutes les municipalités québécoises |                  |         |          |

## Économie
La principale activité économique de la ville est l'agriculture. Elle occupe 99 % du territoire. Les productions agricoles les plus importantes sont la production laitière et la production porcine.
Les principaux employeurs sont Aliments Breton, COOP agricole Saint-Bernard, Équipements GDL, Emile Bilodeau & Fils, Bois Lemay, la Caisse populaire et la Garderie des Couches-tôt.

## Vie sociale
Chaque année, en janvier, se tient le « Défi monu-neige », un festival international de sculpture sur neige mondialement reconnu. Les sculpteurs de tous les pays sont les bienvenus et sont invités à montrer leurs talents. Plusieurs dizaines de sculptures sont réalisées et des prix sont remis aux équipes gagnantes. Diverses autres activités sont aussi organisées pendant cette période qui dure deux semaines. Des milliers de visiteurs sont accueillis lors du festival.
Le club motoneige de Saint-Bernard est un haut lieu touristique régional. En hiver, le club sert de relais au tourisme en motoneige. Les motoneigistes parcourent les sentiers pittoresques de la région et s'arrêtent pour se ravitailler et festoyer.
L'église de Saint-Bernard, classée monument historique, est un lieu de culte fréquenté par de nombreux fidèles. La chorale de l'église est réputée pour ses prestations de cantiques chrétiens. L'église offre aussi diverses activités culturelles telles le Weekend des rameaux, Messe de minuit, Messe de Pâques et Le dimanche du Jugement dernier en mars,

La municipalité dispose d'un terrain de soccer de calibre national et plusieurs jeunes sont initiés à ce sport dès l'âge de 5 ans.

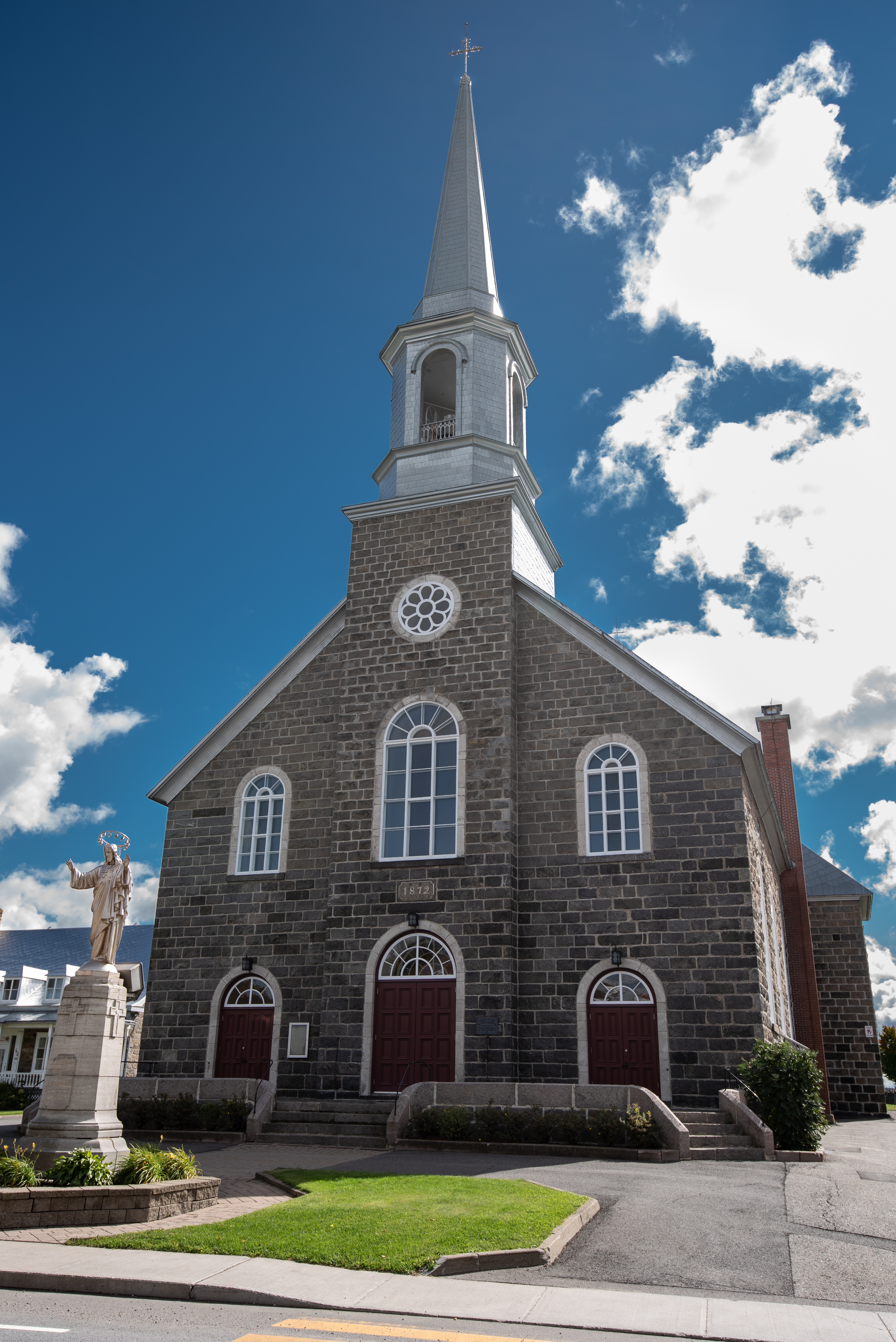
L'église de Saint-Bernard.
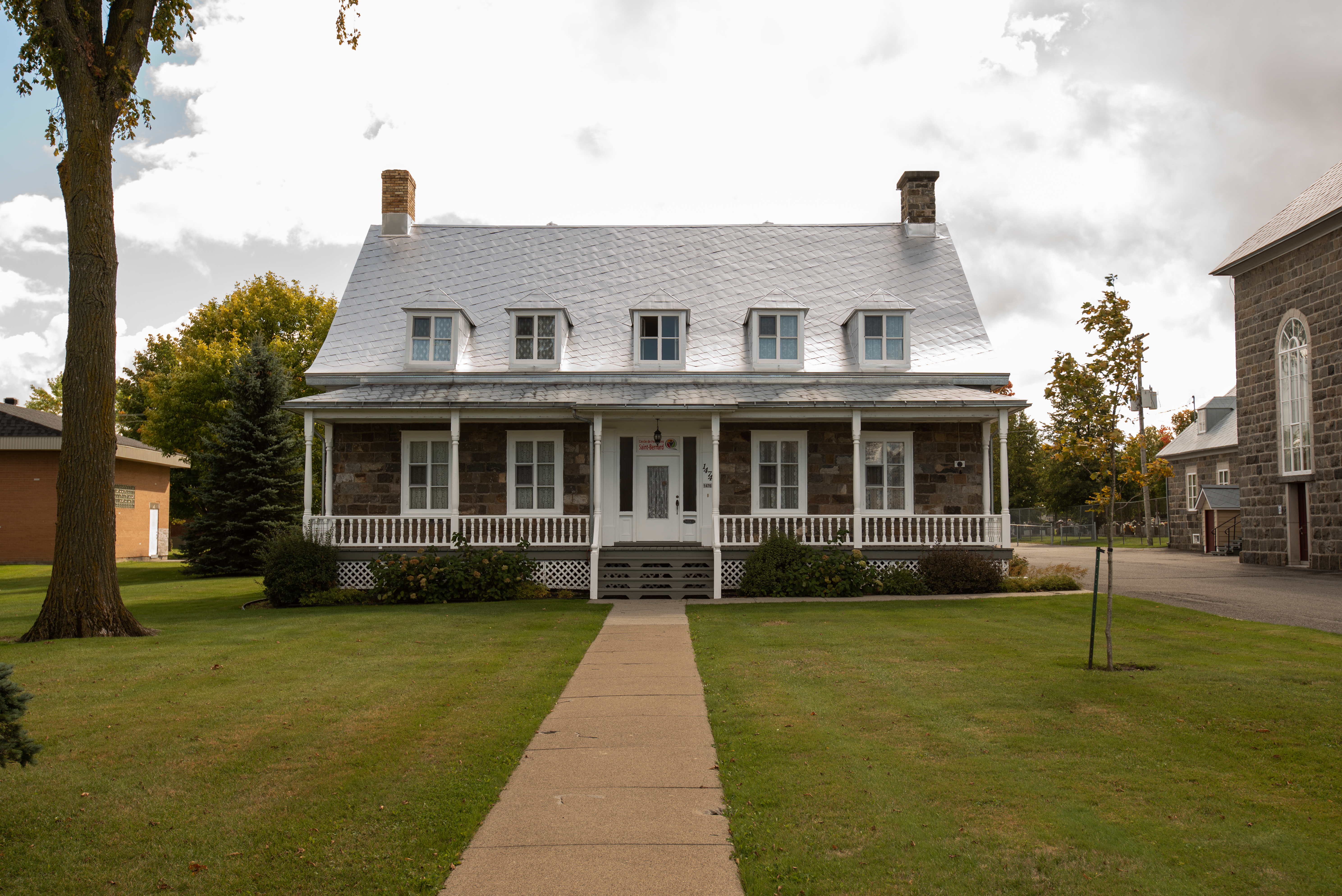
Le presbytère de Saint-Bernard.

## Services
Les services offerts à la population sont multiples : Internet haute vitesse, médecine familiale, garderie, ophtalmologiste, dentiste, bibliothèque avec accès internet, cercle des fermières, Chevaliers de Colomb, Filles d'Isabelle, services comptables, école primaire équipée d'un gymnase moderne, centre de loisirs, coiffure et autres soins corporels, nombreux restaurants, clinique vétérinaire, deux quincailleries, maison des jeunes, centre d'hébergement pour personnes âgées, maison de retraite, etc.

## Tragédie
Le jour de l'Action de Grâce du 13 octobre 1997 survenait la pire tragédie routière de l'histoire canadienne. Un autobus transportant un groupe de 48 personnes de l'Âge d'Or de Saint-Bernard dévalait la côte des Éboulements, dans Charlevoix, et terminait sa course dans un profond ravin. 43 personnes perdaient la vie dans cet accident, 30 femmes et 13 hommes. Une 44e victime décéda quelques jours plus tard à l'hôpital.

## Événement particulier
Le 25 août 1972, la Caisse populaire Desjardins de l'endroit fut cambriolée par le célèbre gangster Jacques Mesrine, accompagné de son complice Jean-Paul Mercier qui connaissait bien la région.